# 双败淘汰制
双败淘汰制是一种竞赛形式，与普通的淘汰制输给一个对手即被淘汰不同，参赛者只有输给两个对手才被淘汰。双败淘汰制的比赛一般分“胜者组”与“败者组”。在第一轮比赛后，获胜者编入胜者组，失败者编入败者组。之后的每一轮，胜者组的失利队伍降入败者组，在败者组中失利的队伍被淘汰。与普通单败淘汰制类似，一般双败淘汰制也有2的次方數（如4、8、16）参赛者，以保证每一轮都有偶数名参赛者。

## 比賽進程
每一轮败者组的比赛又分为两个阶段。
第一个阶段，由当前败者组中的幸存者相互对阵，负者被淘汰，胜者进入第二个阶段；
第二个阶段，由第一阶段中败者组的胜者对阵刚刚在本轮由胜者组中淘汰下来的选手。
以一个8名选手参加的双败淘汰制比赛為例：
- 第一轮比赛

- 四場比賽後，各自有4名选手依據結果編入胜者组或败者组

- 第二轮比赛

- 胜者组4名选手相互比赛，敗者編入败者组
- 败者组选手在第一阶段先相互比赛，並淘汰掉2名选手
- 剩下的2名选手再进入第二阶段，与刚在胜者组淘汰到败者组的2名选手比赛，获胜的2名进入第三轮

- 第三轮比赛（即败者组决赛）

- 败者组剩下的这2名选手在第一阶段先淘汰掉1名（已累積二敗績）
- 剩下1名进入第二阶段，对阵胜者组决赛中的失败者
- 败者组决赛中的胜者（到此仅败过1场）将与胜者组决赛中的胜者（到此從未败过），争夺最后的冠军。

在胜者组第一名与败者组第一名最后决赛时，又有两种可能：有些比赛规定任何一方胜利即获得最终的冠军；而有些比赛规定如果败者组第一名获胜，因为二者总成绩均为一败，还需要加赛一场决出最终的冠军，这种赛制又称作完全双败淘汰制。

## 優缺點

### 優點
- 无需进行额外的安慰赛或排位赛即可确定第3、4名。
- 減少優秀選手因抽籤運氣不佳而致最終名次低於較差選手。
- 比賽進行的次數多，讓比賽更精彩

### 缺點
- 双败淘汰制的比赛场次比单败淘汰制大大增加。由于参赛者失败2场才会被淘汰，对于有N名参赛者的比赛，需要2*N-1（或者2*N-2，如果胜者组第一名從未敗北）场比赛才能决出冠军。
- 胜者组第一名有可能只在最后决赛时输掉一场，却输掉冠军，但一般认为由于胜者组第一名比败者组第一名要少赛几场，相当于轮空几轮，所以这个结果还是可以接受的。一种弥补的方案就是上面提到的完全双败淘汰，再加赛一场决定冠军。
- 双败淘汰制相对比较复杂，对初次参赛的选手可能难于理解。

## 其它赛制
- 单败淘汰制
- 瑞士制
- 循环赛

## 实例
采用双败淘汰制的比赛很多，国际电子竞技（如职业电子竞技联盟）复赛阶段也大多采用双败淘汰制。